# Paracles palmeri
Paracles palmeri är en fjärilsart som beskrevs av Rothschild 1910. Paracles palmeri ingår i släktet Paracles och familjen björnspinnare. Inga underarter finns listade i Catalogue of Life.